# Toyohiko Kagawa

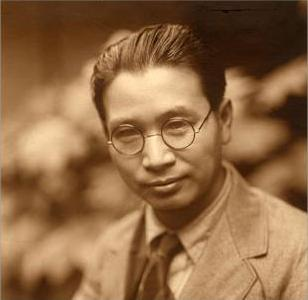
young

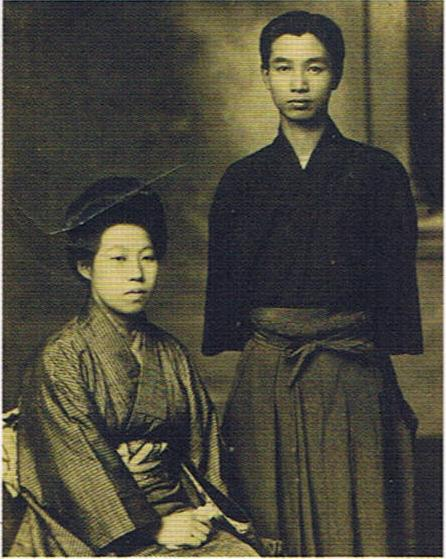
Toyohiko and Haru

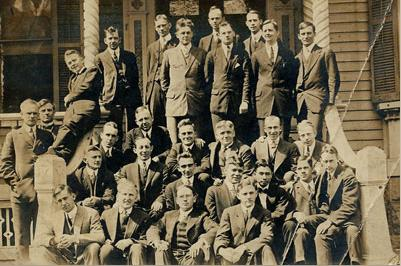
Princeton Theological Seminary

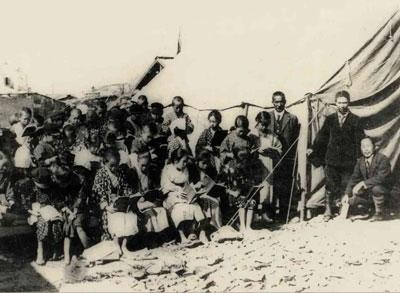
1923 Great Kantō earthquake

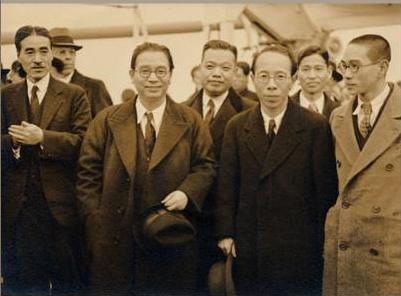
America 1935

Toyohiko Kagawa, född den 10 juli 1888 i Kobe, död den 23 april 1960, var en japansk författare och socialreformator.

## Biografi
Kagawas far var en högre tjänsteman och hans mor geisha. Vid 16 års ålder blev Kagawa kristen. År 1914 reste han till Princeton University i USA för att studera teologi. Han ägnade sig åt hjälpverksamhet i Kobes slumkvarter. År 1929 startade han "Gudsrikesrörelsen" för att sprida kristendomen i Japan. 
Hans självbiografiska roman Innan dagen grydde blev en bästsäljare och han skänkte inkomsten till välgörande ändamål. Under sitt liv skrev Kagawa över 150 böcker. Han nominerades till Nobelpriset i litteratur 1947 och 1948, och Nobels fredspris 1954 och 1955. Vid sin död 1960 tilldelades Kagawa det näst högsta hederstecknet i Japan, Den Heliga Skattens Orden. Han uppmärksammades av evangelisk-lutherska kyrkan i Amerika som en förnyare av samhället den 23 april samma år.

## Böcker på svenska
- Innan dagen grydde (översättning Teresia Eurén, Sveriges kristliga studentrörelse, 1933) (Shisen wo koete, 1920)
- Solskytten: skildringar ur livet i slummen (översättning Teresia Eurén, Sveriges kristliga studentrörelse, 1934)
- Jesu religion (översättning från japanskan av Helen F. Topping, från engelskan av Carl Rydhe, Dagens bokförlag, 1934)
- Ett sädeskorn (översättning Astrid Hallström, Fahlcrantz, 1934)
- Kristus och Japan (översättning Hilmer Ström, Svenska missionsförbundet, 1935)
- Vad väggarna viskat (översättning Teresia Eurén, Sveriges kristliga studentrörelse, 1935)
- Sånger från slummen (översättning Jenny Holmåsen, Lindblad, 1936)
- Livets förnyelse (översättning Hilmer Ström, Svenska missionsförbundet, 1936)
- Meditationer kring korset (översättning Teresia Eurén, Lindblad, 1936)
- Kärleken livets lag (översättning August Strömstedt, B.-M:s bokförlag, 1936)
- Landet som flyter av mjölk och honung (översättning Hugo Hultenberg, Sveriges kristliga studentrörelse, 1937)
- Törntaggen i köttet: Guds budskap till dem som lida (översättning Ingeborg Wikander, Sveriges kristliga studentrörelse, 1937)
- Broderskap och samhällsekonomi (översättning Hugo Hultenberg, Sveriges kristliga studentrörelse, 1938)
- En kristen i världen (översättning Hugo Hultenberg, Sveriges kristliga studentrörelse, 1938)
- Se människan! (översättning Elisabet Åkesson, Lindblad, 1950)